# Paulo Assunção
Paulo Assunção da Silva ( Várzea Grande, Mato Grosso, 1980. január 25. –) brazil labdarúgó.

## Pályafutás
Az FC Porto hamar felfigyelt rá, 2000-ben leigazolták.
2004-05-ben a görög AÉK Athén csapatában játszott kölcsönben, ez volt az áttörést jelentő év.
2005 és 2008 közt az FC Porto első keretének volt alapembere.
2008-ban 3,5 millió euróért a spanyol Atlético Madridba igazolt. 2010-ig alapember, majd ekkor Mario Suárez miatt nem ő az elsődleges saját posztján. 2012-ig volt a csapat tagja.
2012-ben ingyen hazaigazol a São Pauloba. Itt hamarosan lejátssza első bajnoki mérkőzését hazája bajnokságában, mivel nevelőegyesületében nem játszott bajnokin.
2013 január 7-én bejelentik, hogy a június 30-ig írt alá a spanyol Deportivohoz.

## Fordítás
- Ez a szócikk részben vagy egészben  a   Paulo Assunção című angol Wikipédia-szócikk fordításán alapul.  Az eredeti cikk szerkesztőit annak laptörténete sorolja fel. Ez a jelzés csupán a megfogalmazás eredetét és a szerzői jogokat jelzi, nem szolgál a cikkben szereplő információk forrásmegjelöléseként.